# Ruta Provincial E 63 (Córdoba)
La Ruta Provincial E 63, es una carretera Argentina, en la Provincia de Córdoba, en el Departamento Calamuchita
Es una importante arteria que sirve de unión entre la ciudad de Almafuerte y la ruta  RP 5 , en el paraje Los Quebrachos, allí posee su km 0.
Es una de las vías de acceso sur del Valle de Calamuchita, desde la  RN 36 . Su final se encuentra al alcanzar la ciudad de Almafuerte, exactamente en el cruce donde antiguamente llegaba la  RN 36 

## Localidades
Esta breve carretera, solamente alcanza un solo paraje: El Quebracho, ubicado a escasos 1000 m del cruce de rutas.